# محمد محمد الشهاوي

محمد محمد الشهاوي (25 مارس  1940المنشية الكبرى – )

## نشأته
ألحقه أبوه بكتاب القرية فحفظ القرآن الكريم ثم التحق بالمعهد الديني بدسوق وظهرت موهبته الشعرية مبكرة في المرحلة الإعدادية وملكت عليه نفسه في المرحة الثانوية صدرت له باكورة إنتاجه الأدبي مجموعة شعرية عام 1962م بعنوان «ثورة الشعر» وهو طالب بالثانوية الأزهرية. ومن الطريف انه وهو طالب بمعهد دسوق الثانوي تولى إدارة المعهد شيخ ضرير كان يعامل الطلاب بقسوة شديدة فنظم الشهاوي قصيدة يهجو فيها شيخ المعهد وحفظها الطلاب جميعا وهي بعنوان «إلي الاعمي» يقول فيها:

## مناصب وعضويات
- عضو اتحاد الكتاب، لجنة الشعر بالمجس الأعلى للثقافة، جماعة الفنانين والأدباء بأتيليه القاهرة، جمعية الأدباء بالقاهرة، أمانة مؤتمر أدباء مصر، أسرة تحرير مجلة «سنابل» (1969: 1972)، أسرة تحرير مجلة «دلتا الثقافية»، أسرة تحرير مجلة «أوراق ثقافية».

- رئيس تحرير مجلة «إشراقة»، سلسلة كتب «إصدارات إشراقة»، مجلة «سنابل» (الإصدار الثاني والثالث).

## جوائز وتكريمات
- الجائزة الأولى لأفضل قصيدة 1996 (مؤسسة البابطين للإبداع الشعري).
- الجائزة الأولى لأفضل ديوان شعر سنة 2000 (مؤسسة أندلسية) عن ديوان «إشراقات التوحد»
- جائزة الأولى لأفضل ديوان شعر 2004 (جمعية الأدباء) عن ديوان «مكابدات المغني والوتر»
- جائزة التميز (كُبرَى جوائز اتحاد الكتاب) 1997
- جوائز أولى على مستوى الجمهورية أعوام 1965، 1973، 1974
- جائزة كفافيس الدولية أكتوبر 2017

- عقب فوزه بجائزة كفافيس أعلن محافظ إقليم كفر الشيخ - مسقط رأس الشهاوي - إطلاق اسم الشاعر على أحد الميادين الرئيسية بالمحافظة الواقعة في اقصى شمال الدلتا.[1]
- جائزة الدولة التقديرية في الآداب 2019 م
- تكريم في العيد الأول والثاني الثقافي، المؤتمر الأول لأدباء مصر 1984، دولة الإمارات العربية المتحدة (أبوظبي 1996)، الشارقة بدولة الإمارات العربية عام 2004
- أقام له المجلس الأعلى للثقافة مهرجانا أدبيا وفنيا لتكريمه في عيد ميلاده السبعين وقد أصدر المجلس بهذه المناسبة كتابا تذكاريا عن تجربة الشاعر ضم كتابات وشهادات لكبار المبدعين والنقاد بعنوان «تحولات العاشق».
- مثل مصر في أكثر من مؤتمر عربي وأوروبي بدءا من عام 1984 م.
- مشارك دائم في معرض الكتاب بالقاهرة والإسكندرية.
- نشرت أشعاره في العديد من المجلات والصحف المصرية والعربية.
- تُرجِمت بعض أشعاره إلى الإنجليزية والفرنسية والأسبانية والبوسنية.
- منحة تفرغ، من وزارة الثقافة للإبداع الشعري منذ عام 1994 م.

## أعمال

### إصدارات شعرية
- ثورة الشعر 1962 م
- قلتُ للشعر 1972 م
- مسافر في الطوفان 1985 م
- زهرة اللوتس ترفض أن تهاجر 1992 م
- إشراقات التوحد 2000 م(* أعادت مكتبة الأسرة طبعه سنة 2003)
- أقاليم اللهب ومرايا القلب الأخضر 2001 م
- مكابدات المغني والوتر 2003 م
- قصائد مختارة «إصدارات دائرة الثقافة والإعلام – حكومة الشارقة» 2005

### إصدارات نثرية
- عبد الدايم الشاذلي: بصمات منقوشة بالحنين (دراسة) = تحت الطبع:

### دراسات
- صالح الشرنوبي: النهر الذي أسكر العالم.
- أنور المعداوي: الأسطورة والمأساة.
- محمد السيد شحاته: شاعر البراري.
- على قنديل: كونشرتو الإمكان.
- عبد المنعم مطاوع: السندباد الذي جاب العالم من موقعه.
- السيد عبده سليم: صرخة الضمير المثقل بتمرده الخاص.
- محمد محمد الشهاوي: زهرة اللوتس ترفض أن تهاجر «سيرة ذاتية»